# CR-Baureihe SY

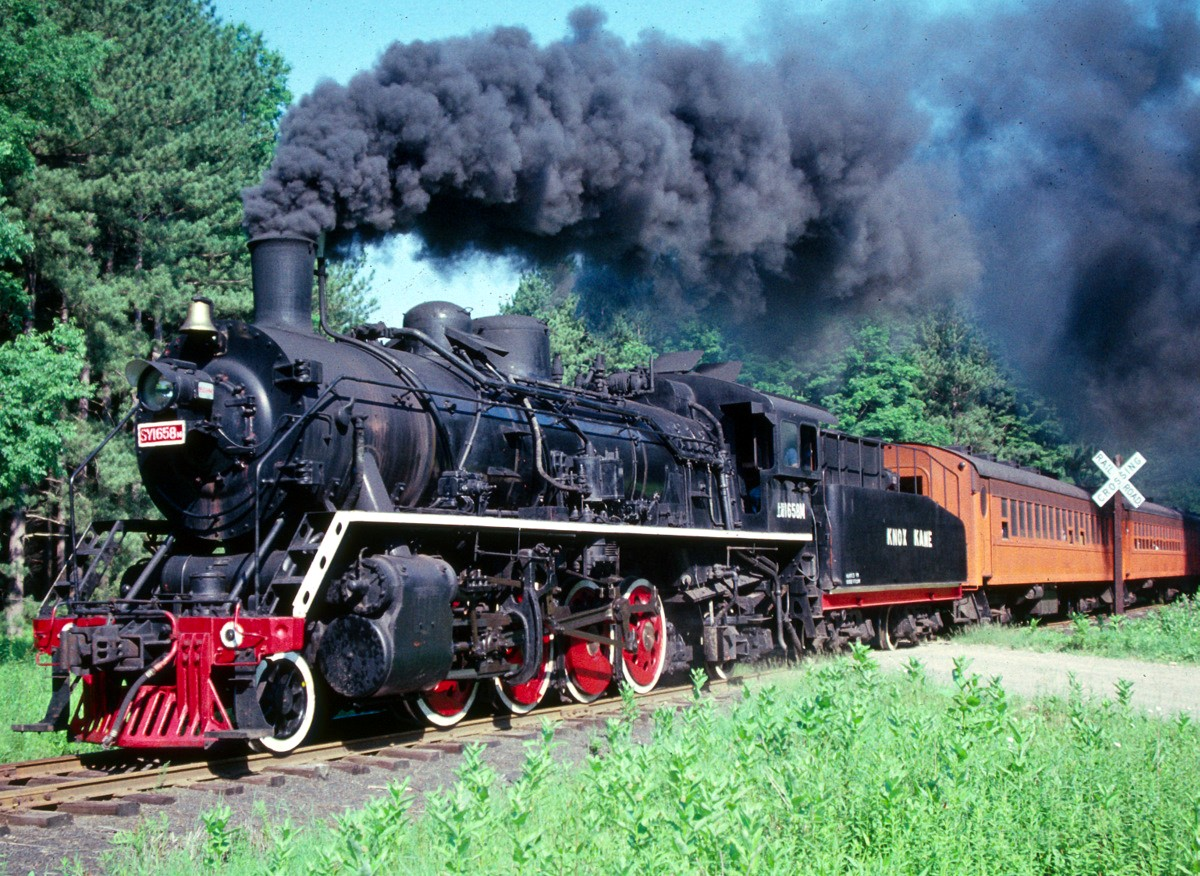

Die Baureihe SY ist der letzte in China produzierte Dampfloktyp, der unter anderem zu den meistgebauten Dampfloks in China zählt.

## Allgemeines und Einsatz
Von 1960 bis 1999 wurden insgesamt 1.820 Exemplare produziert. Eine Quelle sagt aber auch ein Stückzahl von 11.765 Maschinen aus. Zu den Produzenten gehörte auch die Lokfabrik Tangshan, wo Ende der 80er Jahre alljährlich rund 80 neue SY-Loks hergestellt und dem Betrieb übergeben wurden. Der Großteil des Gesamtbestandes wurde in Tangshan produziert. Der Rest der Serie und zwei Prototypen wurden in den Werken von Tongling, Jinan, Changchun und Sifang fertiggestellt.  Die letzte gebaute Dampflokomotive in China war die SY 1772. Mit ihr wurde 1999 die Dampflokproduktion in China beendet. Doch auch im Jahr 2007 waren noch fast 1000 Loks dieser Baureihe in den chinesischen Industriegebieten im Betrieb. Vor allem in der Kohle- und Stahlindustrie bildete sie gemeinsam mit der JS das Rückgrat im Güterverkehr. Diese Baureihe wurde vor allem für die Anschlussbahnen der chinesischen Schwerindustrie hergestellt. Nur selten war sie auch im Streckendienst der Staatsbahn anzutreffen. Sie ist eine Weiterentwicklung der JF6. In den 90er Jahren wurden auch zwei Maschinen für jeweils 300.000 US-Dollar in die USA verkauft, wo sie für den Tourismusverkehr eingesetzt werden sollten. Es waren die Loks mit den Nummern 1647 und 1658, die beide im Jahr 1989 gebaut worden waren. Ursprünglich sollten drei Maschinen exportiert werden, aber das Schiff der dritten Lok sank im Indischen Ozean. Die dritte Lok war Baujahr 1991. Im Jahr 1994 wurde die Lok mit der Nummer 901 von der koreanischen Eisenbahn gekauft, wo sie bis 2012 im Dienst war. In China konnten Einsätze bis ins Jahr 2016 verzeichnet werden. 
Die Maschinen wurden sowohl im Rangier-, als auch im Güterzug- und Werksdienst eingesetzt. Dieser Dienst konnte auch nach dem offiziellen Ende der Dampflokzeit bei vielen Kraftwerken und Bergwerken, wie Kohletagebergbau fortgesetzt werden. Sechs der letzten Maschinen waren bis 2016 beim Bahnbetriebswerk Fuxin im Einsatz. Und auch in Pingzuhang waren im November 2016 noch zwei betriebsfähige SY stationiert. Es waren die Loks mit den Nummern 1425 und 1764.

## Technische Daten
Die Rangierlokomotive ist eine Mikado mit der Achsfolge 2-8-2, bei der es sich um eine Weiterentwicklung der JF6 handelt. Wie die QJ war auch bei dieser Baureihe ein Großteil des Gesamtbestandes für Linksverkehr und die Normalspur ausgelegt. Einige kamen auch auf russischer Breitspur zum Einsatz. Der Tender dieser Mikado fasst 25 m³ Wasser und 9,5 Tonnen Kohle. Die zweizylindrige Mikado erreicht eine Höchstgeschwindigkeit von 80 km/h.